# Медикаментозный аборт
Медикаменто́зный, или фармакологи́ческий або́рт, — безопасный и эффективный метод искусственного прерывания нежелательной беременности на ранних сроках (до 6—7 недель), не требующий хирургического вмешательства.
Медикаментозный аборт вызывает меньшее число осложнений в сравнении с выскабливанием и вакуум-аспирацией, но не лишён их полностью.

## Механизм действия
Антигестаген мифепристон блокирует прогестероновые рецепторы, повышает сократительную способность миометрия, стимулирует высвобождение интерлейкина 8 в хориодецидуальных клетках, повышая чувствительность миометрия к простагландинам. Это способствует изгнанию плодного яйца из полости матки.
Для усиления эффекта совместно с мифепристоном применяют простагландины.
Мизопростол, синтетический простагландин, заставляет матку сокращаться и выводить эмбрион через влагалище.

## Описание способа

### До 12 недель
Для медикаментозного аборта до 12 недель беременности ВОЗ рекомендует 200 мг мифепристона внутрь, а через 1—2 дня — 800 мкг мизопростола перорально, вагинально или под язык. Для достижения максимального успеха приём мизопростола может быть повторен. Показатель успешности применения мифепристона с одной дозой мизопростола при беременности до 10 недель включительно составляет 96,6 %.
Если мифепристон недоступен, ВОЗ рекомендует вводить 800 мкг мизопростола за щеку, под язык или во влагалище. Частота успеха только одного мизопростола при аборте в первом триместре составляет 78 %.
Те, кто принимал мизопростол менее чем через 24 часа после мифепристона, имели более высокий процент неудачи по сравнению с женщинами, которые ожидали 1—2 дня.

### После 12 недель
ВОЗ рекомендует 200 мг мифепристона внутрь (перорально), а через 1-2 дня 400 мкг мизопростола — под язык, за щеку или во влагалище. Мизопростол можно повторять каждые 3 часа, пока не будет достигнуто успешное прерывание беременности, среднее время наступания аборта после начала приема мизопростола составляет 6-8 часов, и приблизительно 94 % пациентов прекратят прием в течение 24 часов после начала приема мизопростола. В случаях, когда мифепристон недоступен, мизопростол так же может быть использован, однако среднее время до наступления аборта после начала приема мизопростола будет увеличено по сравнению со схемами применения мифепристона, за которыми следует мизопростол.

### Использование в России
В России медикаментозный аборт может быть проведён на сроке от 42 дней аменореи (42 дней от первого дня последней менструации) до 63 дней аменореи при обнаружении маточной беременности.
Метод заключается в однократном приёме в присутствии врача 200 мг стероидного препарата мифепристона (Мифегин (Франция), Мифепрекс (Россия)), который провоцирует гибель плода. Связываясь с прогестероновыми рецепторами, мифепристон блокирует действие прогестерона, стимулирующего рост эндометрия. При этом восстанавливается чувствительность миометрия к окситоцину, увеличивается действие простагландинов, миометрий начинает усиленно сокращаться, что ведёт к прерыванию беременности. Спустя 36—48 часов после приёма мифегина пациентка принимает аналог простагландинов (мизопростол 400 мкг орально или гемепрост 1 мг вагинально), комплектуемый вместе с мифепристоном.
Принимать препараты необходимо в присутствии врача, пациентка должна находиться под наблюдением медперсонала минимум два часа после приёма препаратов. Через 36-48 часов пациентке следует пройти контрольное УЗИ, а также через 8—14 дней прийти на гинекологический осмотр и повторное УЗИ, чтобы убедиться в полном изгнании плода из матки. В случае неполного аборта проводится вакуум-аспирация или выскабливание. Эффективность метода составляет 80—99 %.

## Преимущества
- Не требует хирургического вмешательства (если не развивается осложнений).
- Восстановление менструальной функции обычно через 28—30 дней.
- Из всех способов прерывания беременности медикаментозный — наименее травматичный, при его применении слизистая оболочка матки остаётся неповреждённой.

## Противопоказания
- Внематочная беременность.
- Воспалительные заболевания органов желудочно-кишечного тракта.
- Воспалительные заболевания матки и яичников.
- Рубцы, оставшиеся на матке после операций.

## Возможные осложнения
Симптомы, которые требуют немедленной медицинской помощи:
- Сильное кровотечение (достаточно крови, чтобы пропитать две гигиенические прокладки за 2 часа);
- Боль в животе, тошнота, рвота, диарея, лихорадка в течение более 24 часов после приема мифепристона;
- Лихорадка 38 °C или выше в течение более 4 часов.

У большинства женщин замечались судороги и кровотечение более тяжелые чем во время менструального периода. Так же распространены тошнота, рвота, диарея, головная боль, головокружение и лихорадка/озноб. Мизопростол, принимаемый вагинально, имеет тенденцию вызывать меньше желудочно-кишечных побочных эффектов. Нестероидные противовоспалительные препараты, такие как ибупрофен, уменьшают боль при медикаментозном аборте.
Так же возможны прогрессирование беременности и неполный аборт.

## Остановка процесса медикаментозного аборта
Существует способ остановить процесс медикаментозного аборта и сохранить беременность после применения мифепристона. Для этого под контролем врача применяется прогестерон. Однако этот способ необходимо применять в возможно самые короткие сроки (желательно в течение суток), и он не даёт 100 % гарантии сохранения беременности.